# Gatesville (Texas)
Gatesville és una ciutat, seu del Comtat de Coryell, a l'estat de Texas. Segons el cens del 2000 tenia 15.591 habitants.

## Demografia
Segons el cens del 2000, Gatesville tenia 15.591 habitants, 2.640 habitatges, i 1.752 famílies. La densitat de població era de 692,7 habitants per km².
Dels 2.640 habitatges en un 32,5% hi vivien nens de menys de 18 anys, en un 49,2% hi vivien parelles casades, en un 13,3% dones solteres, i en un 33,6% no eren unitats familiars. En el 29,9% dels habitatges hi vivien persones soles el 15,2% de les quals corresponia a persones de 65 anys o més que vivien soles. El nombre mitjà de persones vivint en cada habitatge era de 2,46 i el nombre mitjà de persones que vivien en cada família era de 3,04.
Per edats la població es repartia de la següent manera: un 11,7% tenia menys de 18 anys, un 10,3% entre 18 i 24, un 53,9% entre 25 i 44, un 16,3% de 45 a 60 i un 7,7% 65 anys o més.
L'edat mediana era de 35 anys. Per cada 100 dones de 18 o més anys hi havia 59,6 homes.
La renda mediana per habitatge era de 29.534 $ i la renda mediana per família de 36.543 $. Els homes tenien una renda mediana de 30.625 $ mentre que les dones 17.073 $. La renda per capita de la població era d'11.152 $. Aproximadament el 12,4% de les famílies i el 14,3% de la població estaven per davall del llindar de pobresa.

## Poblacions properes
El següent diagrama mostra les poblacions més properes.